# Фльорентинув (Зґерський повіт)
Фльорентинув (пол. Florentynów) — село в Польщі, у гміні Паженчев Зґерського повіту Лодзинського воєводства.
Населення — 72 особи (2011).
У 1975-1998 роках село належало до Лодзинського воєводства.

## Демографія
Демографічна структура станом на 31 березня 2011 року:
|          | Загалом | Допрацездатний вік | Працездатний вік | Постпрацездатний вік |
| -------- | ------- | ------------------ | ---------------- | -------------------- |
| Чоловіки | 40      | 14                 | 23               | 3                    |
| Жінки    | 32      | 5                  | 19               | 8                    |
| Разом    | 72      | 19                 | 42               | 11                   |